# أوراد جابر الأحمد الصباح
الشيخة أوراد جابر الأحمد الصباح، إحدى بنات أمير دولة الكويت الثالث عشر الشيخ جابر الأحمد الصباح من زوجته منيرة مشعان البرازي المطيري.

## حياتها العلمية والعملية
حاصلة على الشهادة الجامعية في الهندسة الكيميائية من جامعة القاهرة. لا يوجد لديها أي نشاط سياسي لكنها مهتمة بقضية البدون من الناحية الإنسانية ويلقبها البدون بالكويت بأم البدون. كما أنها عضو مؤسس ورئيسة لمؤسسة حياة لرعاية مرضى السرطان التابعة لمبرة رقية عبد الوهاب القطامي للأعمال الخيرية ومرضى السرطان. كما أنها عضو مؤسس في مبرة خير الكويت التي تهتم بالأيتام.

## حياتها الأسرية
متزوجة من الشيخ علي اليوسف الصباح، ولهما من الأبناء:
- الشيخ مبارك.
- الشيخ فيصل.
- الشيخ صباح.
- الشيخ يوسف.
- الشيخ أحمد.
- الشيخة أفراح.
- الشيخة أنوار.